# Atractosoma athesinum
Atractosoma athesinum är en mångfotingart som beskrevs av Fedrizzi 1877. Atractosoma athesinum ingår i släktet Atractosoma och familjen knöldubbelfotingar. Utöver nominatformen finns också underarten A. a. setigerum.